# Gellao
Gellao es una entidad de población española del municipio de Escoriaza, perteneciente a la provincia de Guipúzcoa, en la comunidad autónoma del País Vasco.

## Toponimia
El lugar puede aparecer referido como «Gellao» y «Guellano».

## Historia
Hacia mediados del siglo XIX, el lugar, una anteiglesia por entonces perteneciente a Arechavaleta, tenía contabilizada una población de 85 habitantes. Aparece descrito en el noveno volumen del Diccionario geográfico-estadístico-histórico de España y sus posesiones de Ultramar de Pascual Madoz con las siguientes palabras:

GUELLANO: anteigl. del Valle real de Leniz en la prov. de Guipúzcoa, part. jud. de Vergara (2 1/2 leg.), aud. terr. de Burgos (24), c. g. de las Provincias Vascongadas, dióc. de Calahorra (23): pertenece al ayunt. de Arechavaleta: sit. en la falda meridional del monte Muru en terreno costanero y desigual, con clima sano, y combatido del viento NO. Tiene 15 casas dispersas; igl. parr. (La Asuncion), servida por un beneficiado con título de cura, y un sacristan, y una ermita (San Antonio). Confina el térm. N. Garagarza; E. Galarza; S. Apozaga, y O. Uncella. El terreno es arcilloso, rodeado de montes bien poblados: le atraviesan 2 riach., de los cuales uno nace en el monte Muru: el correo se recibe de Arechavaleta. prod.: trigo, maiz, castaña, lino, patatas, centeno, judias, guindas y manzanas: cria de ganado vacuno, lanar y cabrio; caza de liebres, perdices y raposos. pobl.: 15 vec., 85 alm. contr. con su ayunt. (V.)
(Madoz, 1847, p. 62)

En la actualidad, pertenece al municipio de Escoriaza. En 2023, la entidad singular de población tenía empadronados 34 habitantes.